# Thomazomyia fluminensis
Thomazomyia fluminensis är en tvåvingeart som beskrevs av Guilherme A.M.Lopes 1988. Thomazomyia fluminensis ingår i släktet Thomazomyia och familjen köttflugor. Inga underarter finns listade i Catalogue of Life.